# Hermann Schmidt-Rimpler

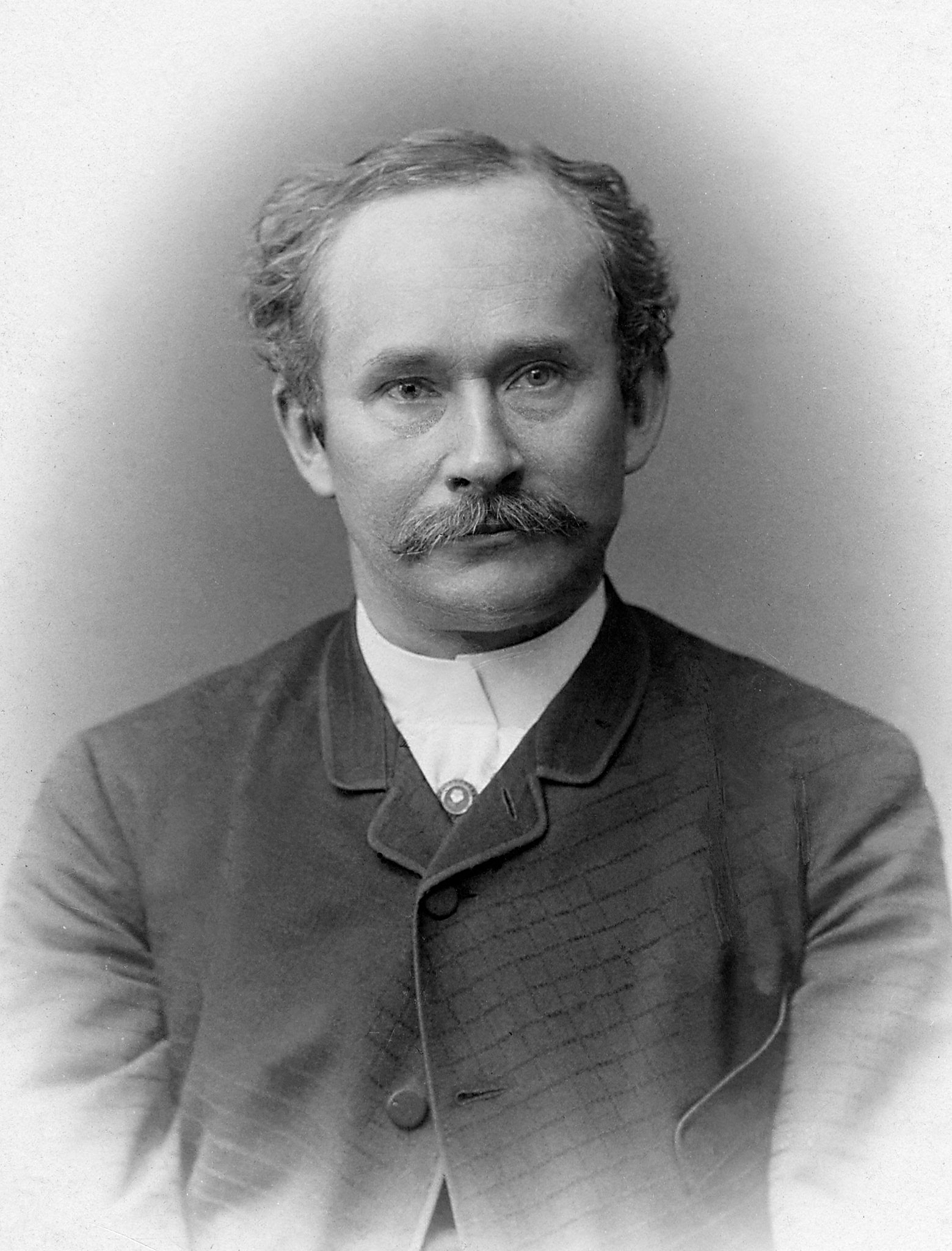
Hermann Schmidt-Rimpler

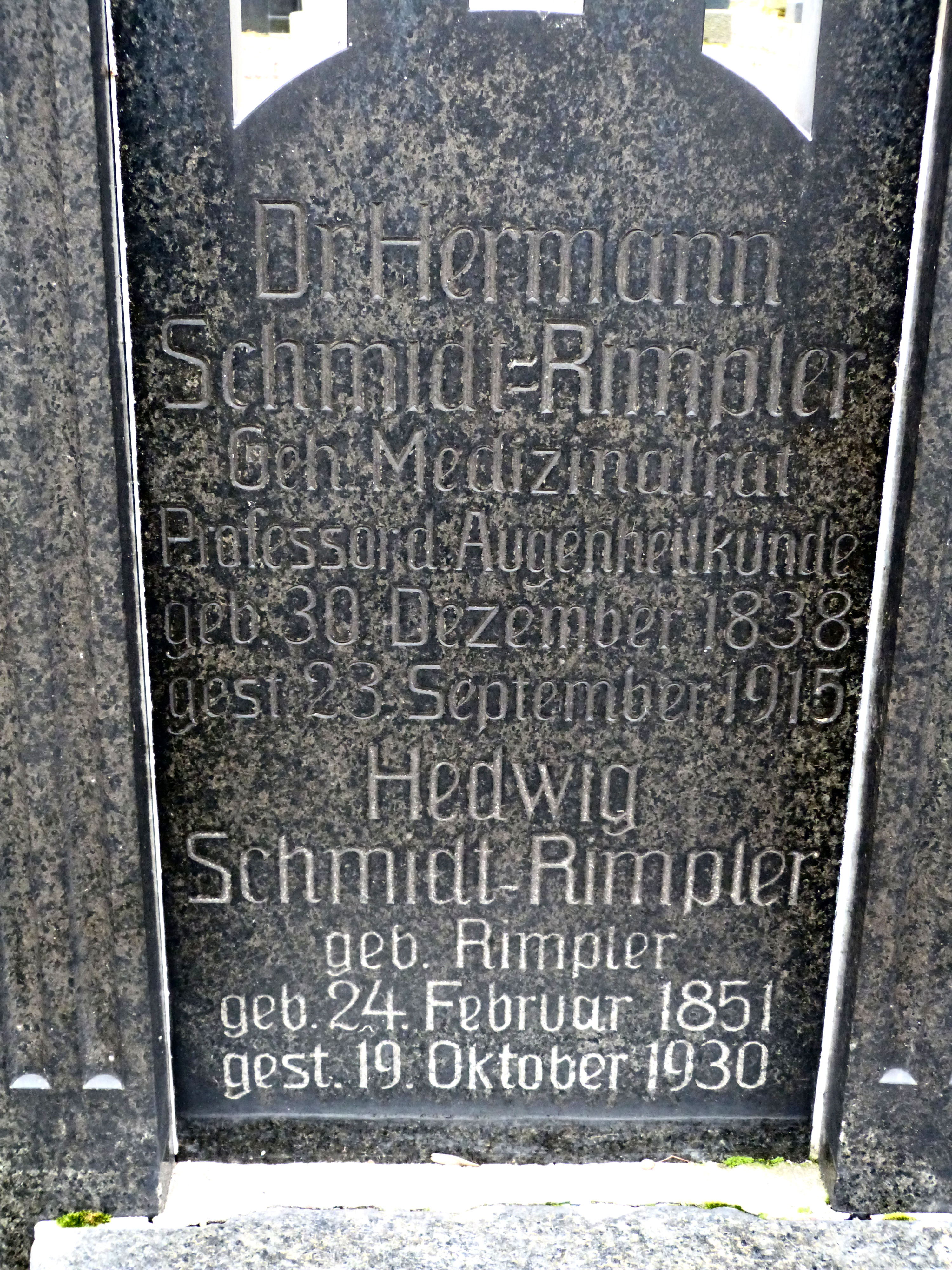
Grab von Hermann Schmidt-Rimpler auf dem halleschen Stadtgottesacker

Hermann Schmidt-Rimpler (* 30. Dezember 1838 in Berlin; † 23. September 1915 in Halle) war ein deutscher Mediziner.

## Leben
Schmidt-Rimpler studierte ab 1857 im Friedrich-Wilhelms-Institut Medizin. 1863–64 war er Assistenzarzt bei Albrecht von Graefe. Er nahm an den Feldzügen 1864 und 1866 teil, kam Ende 1866 als Oberarzt an das Friedrich-Wilhelms-Institut zurück und ging 1868 als Stabsarzt an das Charité-Krankenhaus, wo er an der Universitätsklinik bis zum Tod von Albrecht von Graefes arbeitete. 1870 leitete er interim die Abteilung.
1871 folgte er einem Ruf als außerordentlicher Professor an die Philipps-Universität nach Marburg an der Lahn, wo er die Universitätsklinik für Augenheilkunde begründete, 1873 ordentlicher Professor wurde und 1880/81 als Rektor amtierte. 1890 ging er in gleicher Stellung nach Göttingen. Von 1901 bis 1909 war er Direktor der Augenklinik der Vereinigten Friedrichs-Universität Halle-Wittenberg und amtierte dort 1905/06 wiederum als Rektor.
1909 wurde er zum Mitglied der Deutschen Akademie der Naturforscher Leopoldina gewählt.
Sein Grab befindet sich auf dem halleschen Stadtgottesacker (Innenfeld II).
Sein Sohn Walter Schmidt-Rimpler war Professor für Handels-, Versicherungs- und Wirtschaftsrecht an den Universitäten Breslau und Bonn.

## Werke
Er verfasste einige Lehrbücher, z. B. „Augenheilkunde und Ophthalmoscopy“ (Braunschweig 1885), das bereits 1889 in vierter Auflage erschien und in mehrere Sprachen übersetzt wurde, und veröffentlichte zahlreiche Artikel in Fachzeitschriften, über Refraktionsverhältnisse und die Beziehungen der Erkrankungen des Auges zu denen des Gesamtorganismus. Darüber hinaus schrieb er:
- Über das Glauko (Leipz. 1875)
- Der Ausdruck in Auge und Blic (Berl. 1876)
- Universität und Spezialistentum (Marb. 1881)
- Über Blindsein (Bresl. 1882)
- Schule und Auge (das. 1887)
- Die Schulkurzsichtigkeit und ihre Bekämpfung (das. 1890) u. a.
- Beiträge zu Albert Eulenburgs Real-Encyclopädie der gesammten Heilkunde. Erste Auflage.
  - Band 1 (1880) (Digitalisat), S. 79–98: Accomodation; S. 564–571: Asthenopie; S. 572–578: Astigmatismus
  - Band 3 (1880) (Digitalisat), S. 292–294: Ciliarneuralgie
  - Band 4 (1880) (Digitalisat), S. 507–508 Emmetropie
  - Band 6 (1881) (Digitalisat), S. 75–94: Glaucom; S. 400–402: Hemeralopie
  - Band 9 (1881) (Digitalisat), S. 673–674: Nyktalopie
  - Band 10 (1882) (Digitalisat), S. 171–193: Opticus